# Lada v Podještědí
Lada v Podještědí (do roku 1946 a německy Laden) je malá vesnice, část města Jablonné v Podještědí v okrese Liberec. Nachází se asi dva kilometry severozápadně od Jablonného v Podještědí. Lada v Podještědí leží v katastrálním území Markvartice v Podještědí o výměře 6,54 km².

## Historie
První písemná zmínka o vesnici pochází z roku 1752. Do roku 1946 nesla obec název Laden.

## Pamětihodnosti
Nachází se zde ukrajinský hřbitov. Ten byl obnoven roku 2008, a to díky podpoře Ministerstva obrany České republiky. Nachází se zde hroby válečných zajatců z první světové války, protože byl tento hřbitov původně založen jako pravoslavný. Kolem roku 1915 se zde mělo nacházet až 12 tisíc pochovaných válečných zajatců. Posléze na hřbitově našli své poslední odpočinutí také příslušníci Ukrajinské brigády, jenž se na území Československa dostali až roku 1919 během jejich ústupu před polskou armádou. Další památkou je pozoruhodná, leč chátrající a zarostlá zvonička nad stavením čp. 26 a několik staveb regionální lidové architektury (např. čp. 27).